# The National
The National er et amerikansk indierock-band, der blev dannet i Cincinnati, Ohio i 1999 og er for øjeblikket baseret i Brooklyn, New York. Bandet består af Matt Berninger (vokal), Aaron Dessner (guitar og keyboard), Bryce Dessner (guitar) samt Scott Devendorf (bas) og Bryan Devendorf (trommer). Indtil videre har bandet udgivet otte studiealbums, hvoraf det seneste er I Am Easy To Find, der udkom i 2019.

## Historie
Efter at være flyttet fra Ohio til New York dannede de to brødrepar Dessner og Devendorf sammen med Matt Berninger i 1999 The National.
Efter et par enkelte livekoncerter udkom bandets selvbetitlede debutplade i 2001 på brødrene nystartede pladeselskab Brassland Records. The National placerede sig i krydsfeltet mellem indie rock, traditionel amerikansk rock og country.
I 2003 udgav The National deres andet album 'Sad Songs For Dirty Lovers', der musikalsk lå fint i forlængelse af debuten. Igen formåede The National at skabe en række stemningsmættede america-sange med Matt Berningers dybe baryton i front.
Efter et skift til pladeselskabet Beggars Banquet opnåede The National i 2005 et større gennembrud med pladen 'Alligator'. Albummet fik gode anmeldelser og i magasiner som Uncut og Insound opnåede albummet plads på listerne over årets plader.
I foråret 2007 udkom 'Boxer'. Modtagelsen af pladen kunne ikke helt leve op forgængerens, men 'Boxer' indeholder flere perler, bl.a. åbningsskæringen 'Fake Empire'. The National får på 'Boxer' hjælp fra flere forskellige musikere, f.eks. Padma Newsome fra The Clogs og Sufjan Stevens.
Efter endnu et skifte i pladeselskab til britiske 4AD udkom 2010 det meget roste 'High Violet', hvor melankolien i den grad er i live med numre som 'Sorrow', 'Terrible Love', 'Anyone's Ghost' og 'Bloodbuzz Ohio'.
Det kan være svært nøjagtig at beskrive The Nationals musik og gruppen er gennem årene også blevet sammenlignet med så forskellige navne som Tom Waits, Leonard Cohen, Joy Division, Nick Cave, Jayhawks og Wilco.
I 2019 udkom I Am Easy To Find. Dette album er lige så eksperimenterende som albummet ’High Violet’, men på en mere rolig måde.

## Diskografi

### Studiealbums
- The National (Brassland, 2001)
- Sad Songs For Dirty Lovers (Brassland, 2003)
- Alligator (Beggars Banquet, 2005)
- Boxer (Beggars Banquet, 2007)
- High Violet (4AD, 2010)
- Trouble Will Find Me (2013)
- Sleep Well Beast (2017)
- I Am Easy to Find (2019)
- First Two Pages of Frankenstein (2023)
- Laugh Track (2023)

### EP'er
- Cherry Tree (Brassland, 2004)
- The Virginia EP (Beggars Banquet, 2008)